# Älskling på vågen (film, 1947)
Älskling på vågen (engelska: This Time for Keeps) är en amerikansk romantisk musikalfilm från 1947 i regi av Richard Thorpe. I huvudrollerna ses Esther Williams, Jimmy Durante, Johnnie Johnston och operasångaren Lauritz Melchior.

## Rollista i urval
- Esther Williams - Leonora Cambaretti
- Johnnie Johnston - Dick Johnson
- Jimmy Durante - Ferdi Farro
- Lauritz Melchior - Richard Herald
- Xavier Cugat - sig själv
- May Whitty - farmor Cambaretti
- Mary Stuart - Frances Allenbury
- Ludwig Stössel - Peter
- Sharon McManus - Deborah Cambretti
- Dick Simmons - Gordon

## Musik i filmen i urval
- "Easy to Love" - Johnny Johnston
- "I Love to Dance" - Xavier Cugat and His Orchestra
- "I'm the Guy Who Found the Lost Chord" - Jimmy Durante
- "La donna è mobile" från La traviata - Lauritz Melchior
- "A Little Bit This and a Little Bit That" - Jimmy Durante
- "I'll Be with You in Apple Blossom Time" - Johnny Johnston
- "S'No Wonder They Fell in Love" - Johnny Johnston, Esther Williams & Sharon McManus
- "Ora è per sempre addio" från Otello - Lauritz Melchior